# Каннавурф
Каннавурф (нем. Kannawurf) — община в Германии, в земле Тюрингия. 
Входит в состав района Зёммерда. Подчиняется управлению Киндельбрюк.  Население составляет 1021 человек (на 31 декабря 2024 года). Занимает площадь 15,43 км².